# آزمایش میدانی

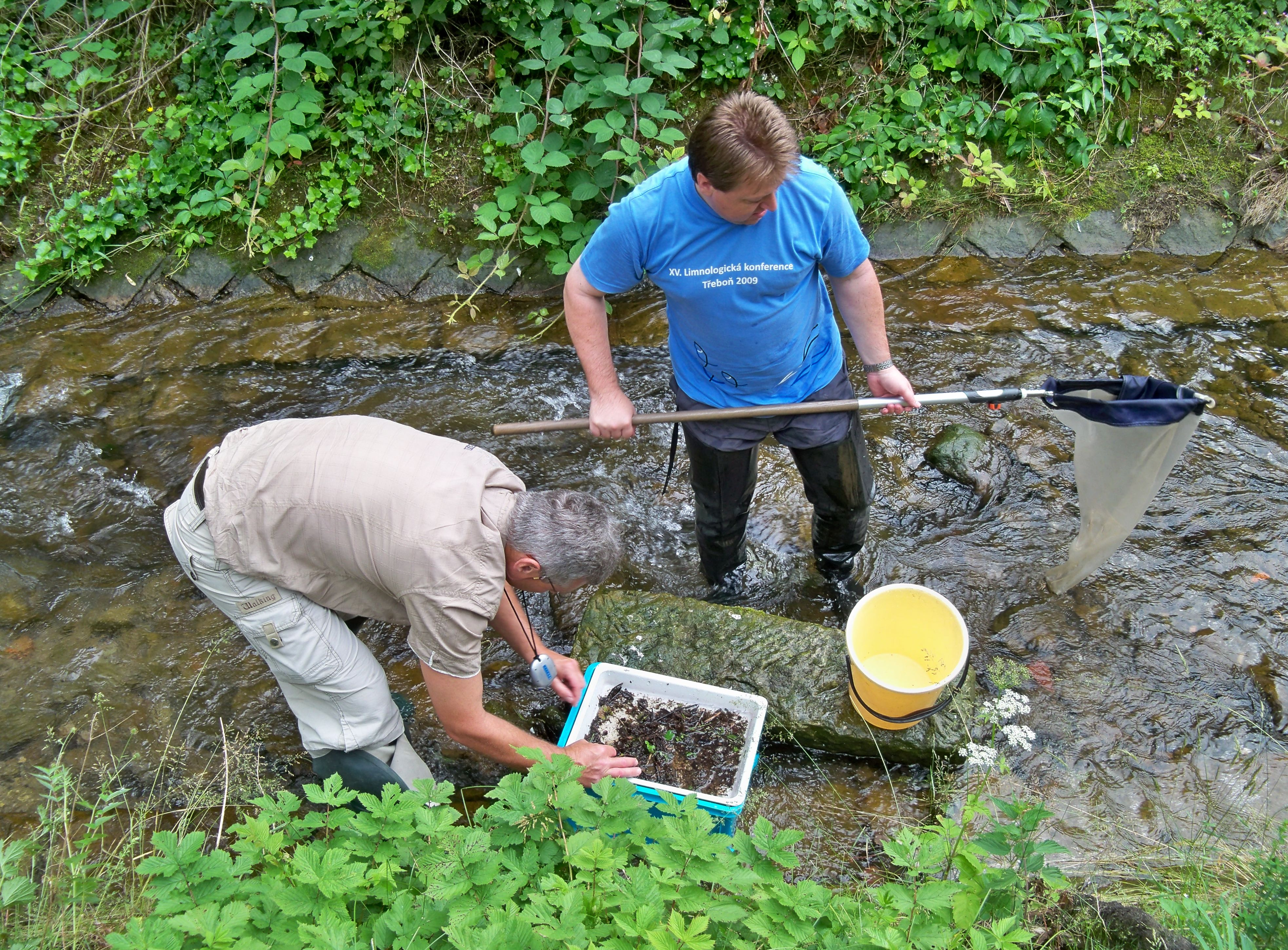
زیست شناسان در حال جمع‌آوری اطلاعات در میدان

آزمایش میدانی (انگلیسی: Field experiment) یکی از روش‌های تحقیق علمی است که در بسیاری از حوزه‌ها از جمله علوم اجتماعی، روان‌شناسی، اقتصاد، بازاریابی و حتی علوم طبیعی مورد استفاده قرار می‌گیرد. این نوع آزمایش که با مشاهده صرف از محیط متفاوت است. برخلاف آزمایش‌هایی که در محیط‌های کنترل‌شده انجام می‌شوند، در محیط‌های واقعی و طبیعی اجرا می‌شوند. هدف اصلی این نوع آزمایش‌ها بررسی رفتارها، واکنش‌ها و تأثیرات متغیرها در شرایط واقعی است.
به زبان دیگر آزمایش میدانی نوعی روش تحقیق تجربی است که در آن پژوهشگران متغیرهای خاصی را دستکاری می‌کنند و تأثیرات آن‌ها را بر روی افراد یا پدیده‌های واقعی بررسی می‌کنند. این آزمایش‌ها معمولاً در محیط‌هایی انجام می‌شوند که افراد به‌طور طبیعی در آن‌ها حضور دارند، مانند مدارس، بازارها، محل‌های کار و محیط‌های عمومی.
در محیط آزمایشگاه پژوهشگر کنترل بیشتری بر روی متغیرهای خارجی دارد، در حالی که در میدان طبیعی کنترل کامل بر تمامی متغیرها دشوار است. از طرف دیگر از آنجایی که آزمایش‌های میدانی در محیط طبیعی انجام می‌شوند، نتایج آن‌ها معمولاً بیشتر با واقعیت سازگار هستند. برای مثال ممکن است آزمایش‌هایی در محیط واقعی بازار برای بررسی نحوه تأثیر قیمت‌گذاری بر رفتار خرید مصرف‌کنندگان انجام شود. به زبان ساده ممکن است، قیمت کالای خاصی که در این مورد یک متغیر مستقل در نظر گرفته می‌شود، به عمد افزایش داده شود تا تأثیر افزایش قیمت بر یک یا چند متغیر وابسته، برای مثال تعداد فروش در روز اندازه‌گیری شود.

## یادداشت
1. ↑  منظور متغییرهای خارج از کنترل و غیرقابل پیش‌بینی مانند حوادث ترافیک، بیماری و غیره هستند که می‌توانند بر نتایج یک آزمایش تأثیر داشته باشند.